# Turbina
Turbina (franc. turbine < lat. turbo, genitiv turbinis: vihor, vrtlog) je energetski stroj sa stalnim (kontinuiranim) protokom radnoga fluida (plina ili tekućina) kroz sustav statorskih i rotorskih lopatica (turbostroj) koji pretvara potencijalnu ili toplinsku energiju toka fluida u kinetičku energiju, te dalje vrtnjom rotora u mehanički rad. Dobiveni se mehanički rad primjenjuje za pokretanje električnih generatora, pumpa, kompresora i drugog. Turbine su u odnosu na stapne strojeve iste snage znatno manje i lakše, imaju bolje uravnoteženje rotirajućih masa, konstantan zakretni moment i drugo. Ovisno o vrsti fluida, razlikuju se turbine koje pokreće nestlačivi radni fluid, na primjer voda (vodna turbina), te turbine koje pokreće stlačivi fluid, na primjer vodena para, plinovi izgaranja ili zrak (parna turbina; plinska turbina; vjetrena turbina). U mirujućem kućištu turbine nalaze se statorske lopatice, elementi za regulaciju i upravljanje, priključci za dovod i odvod radnoga fluida, te ležajevi rotora. Rotor nosi red lopatica koje zajedno s redom statorskih lopatica čine jedan stupanj turbine. Parne i plinske turbine mogu imati više od jednoga stupnja (višestupanjske turbine). Prve spoznaje o uporabi turbina potječu iz antičke Grčke. Današnje su turbine različitih veličina i snaga, od najmanjih, koje kao pneumatski aktuatori pogone različite ručne alate (pneumatika), do onih najvećih, kakve su vodne turbine za pogon električnih generatora, koje imaju promjer od nekoliko metara i snagu do 1 500 MW.
Najjednostavnije turbine imaju jedan pomični dio, rotor, a to je vratilo ili bubanj, s lopaticama. Protok tekućine djeluje na lopatice tako da se okreću i daju energiju rotacije na rotor. 
Rani primjeri turbina su vjetrenjače i vodeni mlinovi. Plinske, parne i vodne turbine obično imaju kućište oko lopatica koje sadrži i kontrolira radnu tvar. Za izum parne turbine zaslužan je britanski inženjer Charles Algernon Parsons (1854. – 1931.), za pronalazak reakcije u turbini, i švedski inženjer Gustav de Laval (1845. – 1913.), za izum pogonske turbine. Moderne parne turbine često upotrebljavaju reakciju i impuls u istoj jedinici, obično različiti stupanj reakcije i impulsa iz korijena lopatica svoje periferije. Uređaj sličan turbini, ali u obrnutom procesu, je kompresor ili pumpa.      
Aksijalni turbokompresor u mnogim plinskim turbinama dobar je primjer. Ovdje ponovno, i reakcija i impuls su iskorišteni i opet, u modernim osovinskim kompresorima, stupanj reakcije i impulsa obično će se razlikovati od korijena lopatica periferije. Claude Burdin 1828. je upotrijebio termin turbo iz latinskog što označava vrtlog, tijekom inženjerskog natjecanja. Benoit Fourneyron, student Claude Burdina, izgradio je prvu praktičnu vodnu turbinu.

## Način rada
Radna tekućina sadrži potencijalnu energiju (tlak) i kinetičku energiju (brzina). Tekućina može biti stlačiva ili nestlačiva.
Nekoliko principa turbine za prikupljanje energije: 

### Impulsne turbine
Ove turbine mijenjaju smjer protoka tekućine velike brzine ili mlaza plina. Nastali impuls sile okreće turbinu i ostavlja protok tekućine sa smanjenom kinetičkom energijom. Nema promjene tlaka tekućine ili plina na lopatice u rotoru turbine (pomičnih lopatica), kao u slučaju parne ili plinske turbine, sav pad tlaka odvija se u stacionarnim lopaticama (mlaznice). Prije stizanja u turbinu, tlak tekućine mijenja se s brzinom, ubrzavajući tekućinu mlaznicom. 
Peltonova turbina isključivo koristi tu pojavu. Impuls turbine ne zahtijevaju pritisak na krilo oko rotora jer je mlaz tekućine stvoren mlaznicom prije dostizanja na lopatice rotora. Drugi Newtonov zakon opisuje prijenos impulsa energije za turbine.

### Reakcijske turbine
Ove turbine razvijaju zakretni moment reakcijom tlaka na plin ili tekućinu ili na njihovu masu. Tlak plina ili tekućine mjenja se prolaskom kroz turbinske lopatice rotora. Pritisak na krilo je potrebno da bi zadržavalo tekućinu dok djeluje na turbinu ili turbina mora biti u potpunosti uronjena u tekućinu koja je pokreće (kao kod vjetroagregata). Kućište sadrži i usmjerava radnu tekućinu i, za vodne turbine, održava usisavanje kroz danu cijev. Francisova turbina i većina parnih turbina koristi ovu pojavu. Za stlačene radne plinove, obično se koristi više turbina za učinkovito upregnuće raširenog plina. Treći Newtonov zakon opisuje prijenos energije za reakcijske turbine.
U slučaju parnih turbina, koje bi se koristile za brodske primjene ili za kopnene generatore, Parsonov tip reakcijske turbine zahtijevao bi otprilike dvostruki broj redaka lopatica, kao de Lavalova pogonska turbina, za isti stupanj ispuštanja topline. Dok to Parsonova turbina radi mnogo duže i teže, ukupna djelotvornost reakcijske turbine malo je veća nego ekvivalentna pogonska turbina za isto ispuštanje topline. Parne turbine i kasnije, plinske turbine, neprekidno su razvijane tijekom 20. stoljeća, nastavljajući to činiti i u praksi, projekti modernih turbina će koristiti obje reakcije i impuls za mijenjanje stupnjeva, kad god je to moguće. Turbine na vjetar koriste aerodinamički profil za generiranje uzgona vjetra i slanja na rotor (to je oblik reakcije). Vjetrenjače dobivaju neku energiju i iz pobude vjetra, uz skretanje kuta. Banki-Michell turbine su dizajnirane kao pobudni strojevi s mlaznicama, ali održavaju neku efikasnost u nižim zadaćama kroz reakcije, kao što je tradicionalno vodeničko kolo. Turbine s više razina mogu koristiti bilo reakcije ili za poticaj lopatica pod visokim pritiskom. Parne turbine su tradicionalno više poticajne, ali se dalje kreću ka reakcijskom dizajnu slične onima koje se koriste u plinskim turbinama. Na niskom tlaku operativni medij ekspandira u volumenu za malo smanjenje tlaka. Pod tim uvjetima (pojam niskotlačnih turbina) lopatice postaju strogo dizajnirane isključivo za impulsno postolje. Razlog tome je djelovanje brzine rotacije za svaku oštricu. Kao što povećava volumen, oštrica povećava visinu, a postolje lopatica se okreće na sporijoj brzini. Ova promjena u brzini tjera dizajnere na promjenu postolja s impulsnog na visoko reakcijski tip.
Projektantske metode klasične turbine razvijene su sredinom 19. stoljeća. Vektorska analiza povezuje protok tekućine s oblikom turbine i rotacijom. Prvo su korištene grafičke metode. Jednadžbe za osnovne dimenzije dijelova turbina su dobro dokumentirane i visoko učinkovit stroj se može pouzdano dizajnirati za bilo koje stanje fluida. Neki izračuni su empirijski, a drugi su temeljeni na klasičnoj mehanici. Kao i kod većine inženjerskih izračuna, pretpostavke su pojednostavljene. Trokut ubrzanja može se koristiti za izračun osnovne razine svojstava turbine. Plin izlazi mlaznicama stacionarnih turbina vođen lopaticama na apsolutnoj brzini Va1. Rotor se vrti na brzini U. U odnosu na rotor, brzina plina jer impinges rotora na ulazu je Vr1. 
Plin se okrenuo prema rotoru i izlazi, u odnosu na rotor, na brzinu Vr2. Međutim, u apsolutnom smislu brzine rotora izlaz je Va2. Trokuti brzina konstruirani su pomoću tih različitih vektora brzine. Trokut ubrzanja može biti izgrađeni u svakom dijelu kroz lopatice (na primjer: koncentrator, glavu, središnji presjek i tako dalje), ali se obično prikazuju u promjeru srednje faze.
Prosječna svojstva za faze mogu biti izračunate iz trokuta brzina, na ovom radijusu, koristeći Eulerovu jednadžbu: 
{\displaystyle \Delta \;h=u\cdot \Delta \;v_{w}}
Odakle: 
{\displaystyle \left({\frac {\Delta \;h}{T}}\right)=\left({\frac {u}{\sqrt {T}}}\right)\cdot \left({\frac {\Delta \;v_{w}}{\sqrt {T}}}\right)}
gdje je: 
{\displaystyle \Delta \;h=\,} pad specifične entalpija po fazi,
{\displaystyle T=\,} ukupna ulazna temperatura turbine (ili stagnacija),
{\displaystyle u=\,} periferna brzina turbine rotora,
{\displaystyle \Delta \;v_{w}=\,} promjena brzine vrtloga.
Omjer pritiska turbine je funkcija  {\displaystyle \left({\frac {\Delta \;H}{T}}\right)} i djelotvornosti turbine.
S dolaskom modernijeg dizajna turbina dolaze i neki novi izračuni mjera. Računalna dinamika fluida daje rezultate i bez upotrebe mnogih pojednostavljujućih pretpostavki koje su prije služile da bi se izvele klasične jednadžbe, a kompjuterski programi (softweri) olakšavaju optimizaciju.  Ovi alati su doveli do stalnog napretka u dizajniranju turbina u zadnjih 40 godina. Primarno numeričko klasificiranje turbina se mjeri prema njihovim specifičnim brzinama. Specifična brzina opisuje brzinu turbine i njezinu maksimalnu djelotvornost s obzirom na snagu i protok. Specifična brzina je izvedena tako da bude neovisna o veličini turbine.  S obzirom na uvjete protoka fluida i željene izlazne brzine vratila, specifična brzina se može izračunati i tako se može izabrati odgovarajući dizajn turbine. Specifične brzine se zajedno s nekim osnovnim jednadžbama mogu iskoristiti za pouzdano unaprijeđivanje postojećih dizajna poznatih izvedbi na novu razinu s novim svojstava.

## Vrste turbina
- Parne turbine se koriste za stvaranje električne energije u termoelektranama, kao što neke druge elektrane koriste loživo ulje, ugljen ili nuklearne energije. Oni su se nekad koristili da bi direktno pokretali mehaničke uređaje poput brodskih propelera (na primjer Turbinia), ali većina takvih aplikacija sada koriste reduktor ili srednji električni korak pri čemu turbina služi kao generator struje koja zatim pokreće električni motor postavljen na mehaničko breme. Brodski električni turbostrojevi su bili iznimno popularni u vremenu neposredno prije Drugog Svjetskoj rata, primarno zbog nedostatka opreme za rezanje u brodogradilištima Velike Britanije i SAD-a;
- Plinske turbine se ponekad još nazivaju i turbinskim motorima. Takvi se motori obično sastoje od ventilatora, kompresora, komore izgaranja, zatona i mlaznica;
- Ultrazvučne turbine. Protok plina u većini turbina ostaje podzvučni kroz cijeli proces ekspanzije. U ultrazvučnoj turbini, protok plina postaje nadzvučan onda kad izlazi iz lopatica vodičkih mlaznica, iako nizvodne brzine postaju podzvučne.  Transonične iliti ultrazvučne turbine rade na većem omjeru tlaka nego je normalno, ali su obično manje učinkovite i nisu tako česte. Ovakva turbina dobro dođe i kod stvaranja energije iz vode;
- Suprotno-rotirajuće turbine. Kod aksijalnih turbina ponešto veću djelotvornost možemo postići ako se nizvodna turbina rotira u obrnutom smjeru od uzvodne. Ali komplikacije bi u tom slučaju mogle biti kontraproduktivne. Kontra-rotirajuću parnu turbinu još poznatu kao Ljungström turbinu, osmislio je švedski inženjer Fredrik Ljungstrom (1875. – 1964.), u Stockholmu, a patentirao ju je zajedno sa svojim bratom Birgerom Ljungstrom 1894. Po dizajnu je to zapravo višestupanjska radijalna turbina (s parom ugnježdenih turbinskih rotora) koja se koristi najčešće u pomorstvu zbog svoje kompaktnosti i male težine. Uzeći u obzir sve njezine karakteristike, može se zaključiti da je ukupna efikasnost ove turbine ipak manja od one Parsonove ili Lavalove turbine;
- Turbine bez statora;
- Višestupanjske turbine imaju skup statičnih (stacionarnih) ulaznih vodičkih lopatica/krila koje usmjeravaju protok plina na rotirajuće rotorske oštrice. U turbini bez statora, protok plina koji izlazi iz uzvodnog rotora sudara se sa silaznim rotorom bez da naiđe na središnji set rotorskih lopatica/krila (koje preuređuju energijske razine protoka).
- Keramičke turbine. Konvencionalne visokotlačno turbinske oštrice (i lopatice) se prave od legura na bazi nikla i često se koriste za sprječavanje pregrijavanja metala. U posljednjih nekoliko godina stvorene su neke eksperimentalne keramičke oštrice koje se i ispituju u plinskim turbinama, a stvorene su s ciljem da se poveća temperatura dođenog zraka na rotor i/ili eventualno da se eliminira zračno hlađenje. Keramičke oštrice su ipak puno krhkije od metalnih i stoga nose sa sobom i veći rizik. Zbog toga se ograničava njihova upotreba u mlaznim motorima i plinskim turbinama.
- Turbine s čeličnom žicom. Mnoge turbinske rotorske oštrice imaju namotanu čeličnu žicu na vrhu koji ih povezuje sa susjednim oštricama iz drugih turbina čime se povećava prigušenje i smanjuje vibriranje. U velikim kopnenim parnim turbinama koje generiraju struju, a posebice u dugim oštricama niskotlačnih turbina ta namotana čelična žica se često zamjenjuje pletenom (uvezanom) žicom. To su vodovi koji prolaze kroz rupe izbušene na oštricama na odgovarajućim udaljenostima od korijena oštrice i one su često i zakalemljene na mjestu gdje prolaze kroz njih. Te uvezane žice su dizajnirane tako da smanje vibriranje oštrice u njenom središnjem dijelu. Uvođenje uvezanih žica je znatno smanjilo probleme s oštricama i velikim ili niskotlačnim turbinama.
- Turbine bez čelične žice. U modernoj praksi se u koliko je god moguće pokušava eliminirati postavljanje čelične žice na rotor i time se reducira opterećenje koje dolazi od centrifugalne sile koja djeluje na oštricu pa se time i smanjuju zahtjevi za hlađenje sustava. Turbina bez oštrica koristi efekt graničnog sloja, a ne sudaranje fluida na oštricama kao u konvencionalnoj turbini.
- Vodne turbine:
  - Peltonova turbina je vrsta impulsne vodene turbine,
  - Francisova turbina je vrsta turbine na vodu koja se najčešće koristi,
  - Kaplanova turbina je varijacija Francis turbine,
  - Turbina s križnim protokom je još jedna inačina vodene turbine,
  - Turgo turbina;
- Turbine na vjetar ili vjetroagregat. Takve turbine normalno rade kao jedna cjelina bez sapnica i unutrašnjih vodičkih lopatica. Izuzetak je Éolienne Bollée koja ima stator i rotor i time stvarno i jest prava turbina.

## Također pogledati
- Francisova turbina
- Električni generator
- Turbinska lokomotiva
- Nuklearna elektrana
- Mlazni motor

## Vanjske poveznice
- Turbina Hrvatska tehnička enciklopedija, portal hrvatske tehničke baštine. LZMK